# Małgorzata Tomaszewska
Małgorzata Wiktoria Tomaszewska (nata Słomina; Łódź, 28 gennaio 1989) è una giornalista e conduttrice televisiva polacca.

## Biografia

### Gioventù ed esordi
Suo padre è il portiere della Nazionale polacca di Calcio ed ex deputato Jan Tomaszewski, mentre sua madre è la tennista Katarzyna Calińska-Tomaszewska, figlia della tennista Danuta Szmidt-Calińska, medaglia di bronzo per la Polonia durante i Campionati europei di tennistavolo di Mosca del 1970.
Nel 2012 ha debuttato in televisione sulla emittente televisiva Sportklub, dove ha condotto le trasmissioni Barcelona vs. Real, trasmissione dedicata all'eterna rivalità tra Real Madrid e Barcellona, e Historia futbolu. Dal 2014 al 2016 è meteorologa per la rete televisiva privata Polsat. Nel 2015 partecipa alla trasmissione Dancing with the Stars. Taniec z gwiazdami, classificandosi al 9º posto. Nel 2017 ha presentato su WP il Pudelek Show. Nel 2018 lascia WP per lavorare nella TVP. In quell'anno partecipa al programma mattutino Pytanie na śniadanie prima come reporter e dall'anno seguente come co-conduttrice

### Anni 2020
Tra il febbraio e l'aprile 2020 partecipa assieme ad Aleksander Sikora alla seconda edizione del talent show di ballo Dance Dance Dance, in onda su TVP2, classificandosi tutti e due al quinto posto. Il 29 novembre 2020 conduce da Varsavia il Junior Eurovision Song Contest 2020, insieme a Rafał Brzozowski e a Ida Nowakowska. Nello stesso anno conduce l'undicesima edizione di The Voice of Poland e tenne compagnia ai telespettatori nello speciale di Capodanno Sylwester Marzeń z Dwójką, in diretta da Ostróda per celebrare l'arrivo del 2021 insieme a molteplici ospiti.
Nel 2021 ritorna a Dance Dance Dance, ma stavolta nella veste di co-conduttrice insieme ad Aleksander Sikora, suo compagno nell'edizione precedente.

## Programmi televisivi
- Historia futbolu (Sportklub, 2014)
- Dancing with the Stars. Taniec z gwiazdami (Polsat, 2015)
- Pudelek Show (WP, 2017)
- Pytanie na śniadanie (TVP2, dal 2018)[14]
- The Voice of Poland (TVP2, dal 2020)
- Junior Eurovision Song Contest (TVP1, 2020)[11]
- Sylwester Marzeń z Dwójką (TVP2, 2020)
- Dance Dance Dance (TVP2, 2020-2021)[15]